# Andrew Cavendish (11e duc de Devonshire)
Andrew Robert Buxton Cavendish, 11e duc de Devonshire (2 janvier 1920 - 3 mai 2004) appelé « Lord Cavendish » (1920-1944) puis « marquis de Hartington » (1944-1950) est un homme politique, militaire, diplomate et pair britannique.
Sa belle-sœur est Kathleen Kennedy, sœur du président américain John F. Kennedy et des sénateurs américains, Robert Kennedy et Ted Kennedy.

## Jeunesse
Il est le deuxième fils d'Edward Cavendish (10e duc de Devonshire) et de Mary Cavendish, duchesse de Devonshire, née Mary Alice Gascoyne-Cecil, fille de James Gascoyne-Cecil (4e marquis de Salisbury). Il fait ses études au Collège d'Eton et au Trinity College de Cambridge.

## Carrière

### Service militaire
Cavendish sert dans l'armée britannique pendant la Seconde Guerre mondiale. Ayant participé à une unité de formation des élèves-officiers, il est sous-lieutenant dans les Coldstream Guards le 2 novembre 1940. Le 7 décembre 1944, alors qu'il est capitaine, il reçoit la Croix militaire «en reconnaissance des services courageux et distingués en Italie». L'action a eu lieu le 27 juillet 1944 lorsque sa compagnie est coupée pendant 36 heures dans des combats intenses près de Strada, en Italie. Il a le grade de major à la fin de la guerre.
Plus tard, il occupe un certain nombre de postes honorifiques au sein de l'armée. Le 2 décembre 1953, il est nommé colonel honoraire d'une unité de l'armée territoriale du Régiment royal d'artillerie. Le 2 octobre 1981, il est nommé colonel honoraire du Corps de formation des officiers des universités de Manchester et de Salford. Il renonce à ce poste le 2 janvier 1985.

### Carrière politique

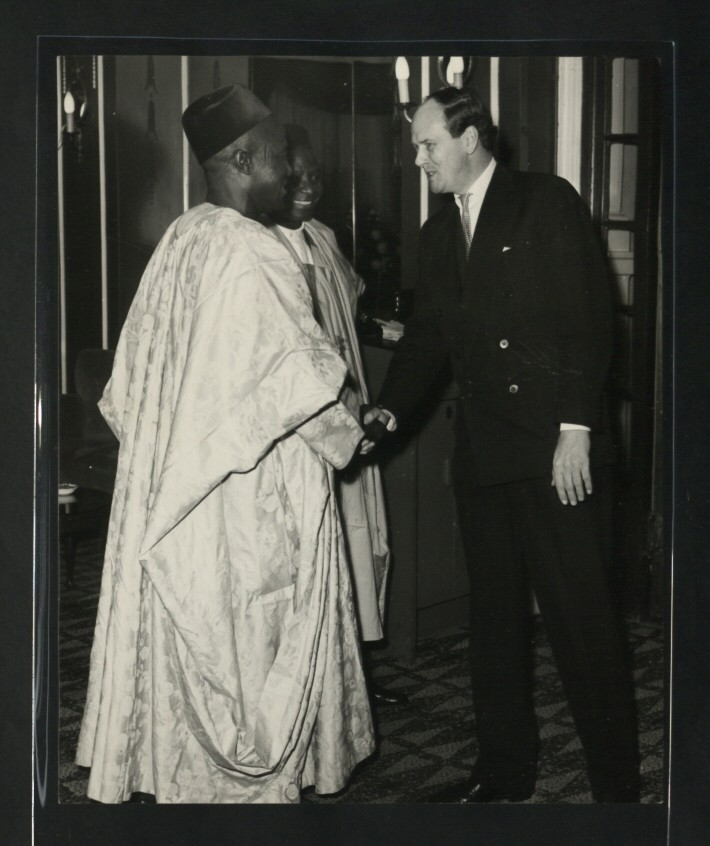
Andrew Cavendish lors d'une réception donnée par l'agent général pour le nord du Nigéria

Cavendish se présente sans succès en tant que candidat national libéral pour Chesterfield aux élections générales de 1945 et en tant que conservateur pour le même siège en 1950. Il est maire de Buxton de 1952 à 1954. Il est sous-secrétaire parlementaire aux relations avec le Commonwealth de 1960 à 1962, ministre d'État au ministère des relations avec le Commonwealth de 1962 à 1963 et aux affaires coloniales de 1963 à 1964. Il a dit un jour que ces nominations par son oncle, Harold Macmillan, alors premier ministre, sont «le plus grand acte de népotisme jamais réalisé» ,.
Il rejoint le Parti social-démocrate (SDP) peu après sa fondation en 1981. Il est un partisan de David Owen - qu'il décrit plus tard comme "le meilleur d'entre eux" . Il choisit de rester avec le groupe "continuant le SDP" après que la majorité des membres du parti aient voté pour fusionner avec le Parti libéral en 1988 . Plus tard, il siège comme indépendant lors de ses rares apparitions à la Chambre des lords .

### Autres activités
Le duc suit la tradition familiale de posséder des chevaux de course, dont le plus célèbre est Park Top, le sujet du premier livre publié par le duc, A Romance of The Turf: Park Top, en 1976. Son autobiographie, Accidents of Fortune, est publiée juste avant sa mort en 2004. Le duc a de nombreuses disputes au fil des ans avec les randonneurs qui empruntaient les chemins près de Chatsworth. Finalement, en 1991, il signe un accord avec la Peak National Park Authority ouvrant 1 300 acres (5 km 2) de son domaine aux promeneurs. Il dit que tout le monde est "le bienvenu dans mon jardin arrière". Les biens immobiliers du duc sont vastes. En plus de Chatsworth, il possède également le château de Lismore en Irlande et l'abbaye de Bolton dans le Yorkshire du Nord. Il est également propriétaire de la librairie Heywood Hill et du gentleman's club Pratt's.
Il est un grand collectionneur d'art contemporain britannique, connu notamment pour son patronage de Lucian Freud. Il est l'un des fondateurs et le principal patron de La Next Century Foundation, où il accueille les pourparlers privés de Chatsworth entre les représentants des gouvernements du monde arabe et d'Israël. Le duc est la 73e fortune britannique selon le Sunday Times en 2004.

## Famille
En 1941, Cavendish épouse l'hon. Deborah Mitford (31 mars 1920-24 septembre 2014), l'une des sœurs Mitford dans l'église du prieuré de St Bartholomew The Great.
Trois des six enfants du couple sont décédés peu de temps après la naissance et les relations extraconjugales du duc sont devenues publiques après avoir comparu comme témoin lors d'un procès pour cambriolage et avoir été forcé d'admettre, sous serment, qu'il était en vacances avec une maîtresse lorsque le délit s'est produit à son domicile de Londres.
Le duc, cependant, affirme qu'une grande partie du succès de son mariage est due à la tolérance et à l'ouverture d'esprit de la duchesse. La duchesse, en tant que châtelaine, est en grande partie responsable du succès de Chatsworth en tant qu'entreprise commerciale.
Cavendish et sa femme ont six enfants, dont trois sont morts en bas âge. Les trois enfants survivants sont un fils, Peregrine Cavendish, 12e duc de Devonshire, et deux filles, Lady Emma Cavendish et Lady Sophia Topley .
- Mark Cavendish (né et décédé le 14 novembre 1941)
- Lady Emma Cavendish (née le 26 mars 1943); marié à l'hon. Tobias Tennant, fils de Christopher Gray Tennant, 2e baron Glenconner le 3 septembre 1963. Ils ont trois enfants (dont Stella Tennant) et dix petits-enfants
- Peregrine Cavendish (12e duc de Devonshire) (né le 27 avril 1944); épouse Amanda Heywood-Lonsdale le 28 juin 1967. Ils ont trois enfants et huit petits-enfants.
- Lord Victor Cavendish (né et décédé le 22 mai 1947)
- Lady Mary Cavendish (née et décédée le 5 avril 1953)
- Lady Sophia Cavendish (née le 18 mars 1957); épouse Anthony Murphy le 20 octobre 1979 et ils divorcent en 1987. Elle se remarie à Alastair Morrison, 3e baron Margadale, le 19 juillet 1988 et ils ont deux enfants avant de divorcer. Elle épouse enfin William Topley le 25 novembre 1999.

### Héritage
Il n'était pas prévu que Cavendish devînt duc. Le frère aîné de Cavendish, William Cavendish (marquis de Hartington) (en) (1917-1944), qui devait hériter du duché, meurt au combat vers la fin de la guerre. Avec la mort de William, Andrew devient héritier et reçoit le titre de courtoisie de marquis de Hartington, de 1944 à 1950.
L'oncle de Cavendish, Lord Charles Cavendish, est décédé à l'âge de 38 ans des suites de l'alcoolisme . Le testament de Lord Charles lègue le château de Lismore à Andrew lors du remariage de la femme de Charles, Adele Astaire, en 1947.
Le 10e duc est mort d'une crise cardiaque lors d'une visite à Eastbourne en novembre 1950 et Andrew, qui était en Australie à l'époque, hérite du titre . Le duc est mort alors qu'il était assisté par un tueur en série présumé, John Bodkin Adams, qui était son médecin lors de sa visite à Eastbourne. Aucune enquête policière appropriée n'a jamais été menée sur le décès.
Cavendish hérite du domaine mais aussi d'une facture de droits de succession de 7 millions (
242 millions de livres sterling en 2015), soit près de 80% de la valeur du domaine  . Pour la régler, le duc a dû vendre de nombreux objets d'art et antiquités, dont plusieurs Rembrandts, Van Dycks et Raffaello Santis, ainsi que des milliers d'acres de terre.
Le duc est enterré dans la nécropole de la famille, le cimetière de l'église Saint-Pierre, Edensor - dans le parc de Chatsworth.